# Jiří Biolek
Jiří Biolek (* 6. července 1949 Praha) je český politik a lékař – pediatr, od roku 2010 zastupitel města Litvínova na Mostecku, člen hnutí STAN.

## Život
Pochází z lékařské a sokolské rodiny. Narodil se v Praze, celý svůj dosavadní život však prožil na severu Čech v Litvínově. Od skončení lékařských studií na Fakultě dětského lékařství Univerzity Karlovy v Praze v roce 1973 působí na dětském a dorostovém oddělení mostecké nemocnice, které vede jako primář již 25 let.
Své lékařské zkušenosti předává v rámci postgraduální výuky lékařů v oboru pediatrie a neonatologie svým začínajícím kolegům, 30 let také působil jako externí učitel na střední zdravotnické škole. Podílel se na řadě klinických studií v oboru pediatrie a je spoluautorem odborných publikací. Je místopředsedou České pediatrické společnosti Česká lékařské společnosti J. E. Purkyně. Od roku 2011 je místopředsedou dozorčí rady soukromé společnosti Krušnohorská poliklinika.
Jiří Biolek žije v Litvínově, konkrétně v části Chudeřín. S manželkou Janou má jednu dceru a jednu starší dceru z předchozího manželství. Má rád cyklistiku a lyžování s rodinou či přáteli. Zajímá se též o kulturu.

## Politické působení
Do komunální politiky vstoupil, když byl v komunálních volbách v roce 2010 zvolen jako nestraník za SNK-ED do Zastupitelstva města Litvínova na Mostecku. Původně figuroval na kandidátce na 9. místě, vlivem preferenčních hlasů však skončil první. Jako lékař opakovaně odmítl pokusy o prolomení limitů těžby uhlí, což ho následně přivedlo ke spolupráci s hnutím STAN. Zastupitelský mandát tak ve volbách v roce 2014 obhájil jako nestraník za STAN. Opět mu pomohly preferenční hlasy – původně byl na kandidátce na 6. místě, skončil však druhý. V zastupitelstvu se věnuje zejména zdravotnické problematice.
V krajských volbách v roce 2016 kandidoval jako nestraník za hnutí STAN do Zastupitelstva Ústeckého kraje, ale neuspěl.
Ve volbách do Senátu PČR v roce 2016 kandidoval jako nestraník za hnutí STAN v obvodu č. 4 – Most. Se ziskem 15,61 % hlasů skončil na 3. místě a do druhého kola nepostoupil. Nejvyšší správní soud ČR však prohlásil volby v tomto obvodu za neplatné a nařídil jejich opakování. V lednu 2017 tak za hnutí STAN kandidoval znovu, se ziskem 5,91 % hlasů však skončil na 5. místě a senátorem se tak opět nestal.
V průběhu roku 2017 vstoupil do hnutí STAN a kandidoval za něj ve volbách do Poslanecké sněmovny PČR v říjnu 2017 v Ústeckém kraji, ale neuspěl. V komunálních volbách v roce 2018 obhájil post zastupitele města Litvínov. Původně figuroval na 7. místě kandidátky, ale vlivem preferenčních hlasů skončil druhý.